# La Cucaracha (canção)

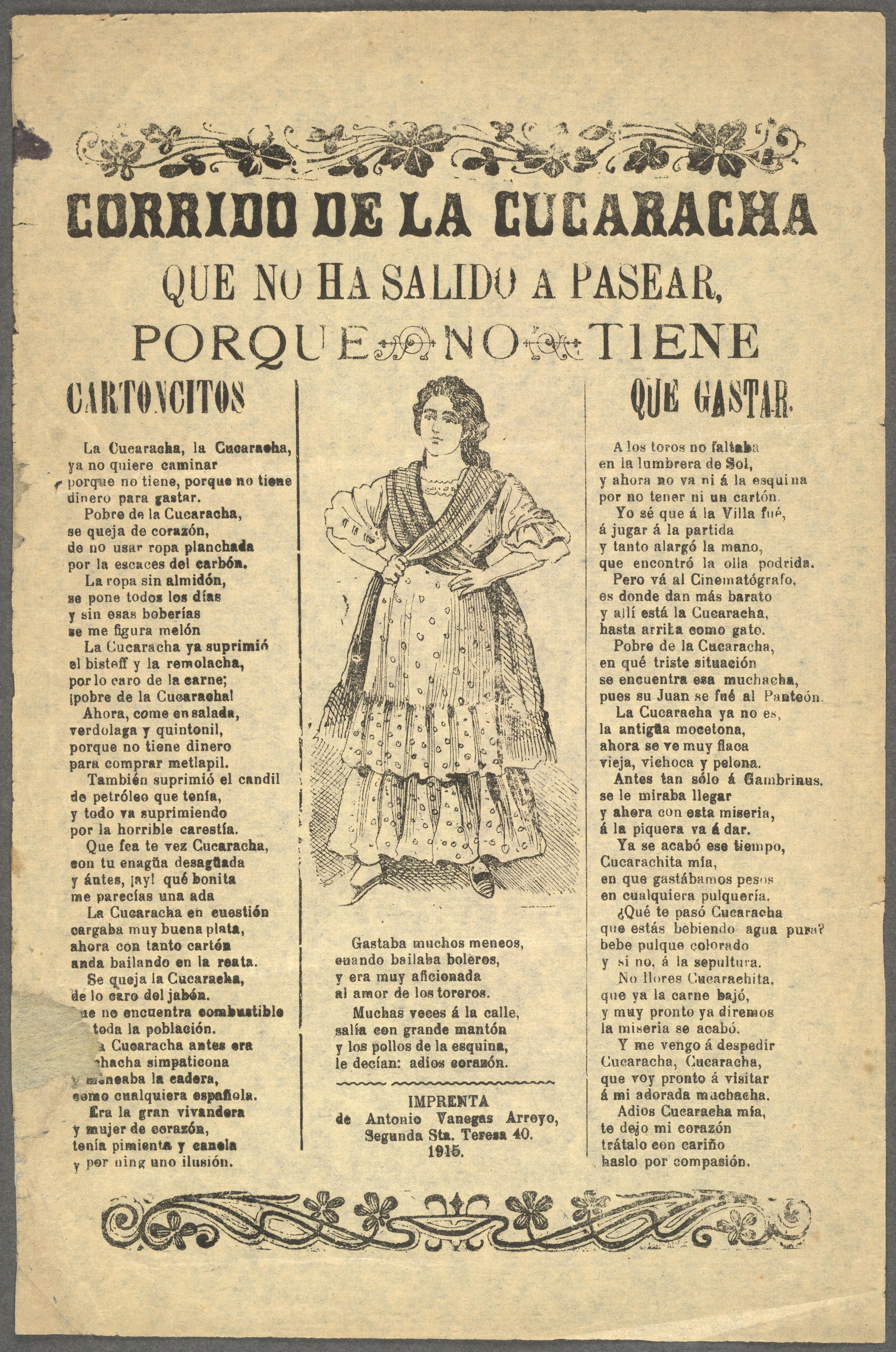
Imagem do frontal de uma partitura de La cucaracha. Nesta versão, a cucaracha é indicada como sendo mulher que não saiu para passear por falta de dinheiro. Litografia de Antonio Venegas Arroyo.

La Cucaracha ("A barata") é uma tradicional canção folclórica em língua castelhana, pertencente ao gênero corrido, que foi muito popular no México durante a Revolução Mexicana.

## Origem
Não se tem certeza da origem de La Cucaracha, mas ela conquistou a sua fama durante a Revolução Mexicana no início do século XX. Entretanto, a canção é mencionada em 1883 e possivelmente já existia em 1818. Embora especule-se que ela seja de origem espanhola não há fontes seguras que confirmem isso, a canção nem mesmo aparece em outros países latino-americanos.

## Letra
A letra é formada por versos independentes, freqüentemente improvisados.
La cucaracha, la cucaracha
Ya no puede caminar
Porque no tiene, porque le falta
La patita principal.
Durante a revolução mexicana a palavra "cucaracha" também era uma gíria para se referir à marijuana (Marihuana) ou cigarro de Maconha (daí deriva o termo roach na gíria estadunidense)
La cucaracha, la cucaracha
Ya no puede caminar
Porque no tiene, porque le falta
Marihuana que  fumar
Num contexto em que citação da palavra "marijuana" seja inapropriada é comum que ela seja substituída por "limonada que tomar" ou "las patitas de atrás". Isso preserva a história e a metrificação.
Cuando uno quiere a una
Y esta una no lo quiere,
Es lo mismo como si un calvo
En calle encuentre un peine.
Durante a revolução, os rebeldes e as forças do governo também criaram letras de conteúdo político. Em algumas versões a "barata" é o presidente Victoriano Huerta, considerado um traidor por seu envolvimento na morte do presidente revolucionário Francisco Madero. O acontecimento é citado em versos como este:
En el norte vive Villa
En el sur vive Zapata
Lo que quiero es venganza
Por la muerte de Madero
No livro "Cantos populares españoles" de Francisco Rodríguez Marín, publicado em 1883, ele registra vários versos que tratam da guerra da Reconquista contra os mouros na Espanha.
De las patillas de un moro
tengo que hacer una escoba,
para barrar el cuartel
de la infantería española.

## Significado deLa Cucaracha
Existem tantos significados para La Cucaracha quanto versões da mesma. A palavra pode se referir ao inseto. Pode ser usada de forma depreciativa contra uma pessoa e também é utilizada como gíria para se referir à marijuana (no Brasil, maconha) tabaco adulterado com marijuana ou qualquer outra erva.
Uma outra versão faz referência ao general Pancho Villa, que na época da revolução viajava num Ford T junto com seus guardas com os braços e pernas sobressaindo por todos os lados, pelo que diziam que o carro lembrava uma barata. Por esse motivo alguns dos versos de La Cucaracha fazem referência à equipe e ao veículo de Villa. O carro encontra-se exposto no museu Pancho Villa na cidade de Chihuahua.